# Drottnar
Drottnar est un groupe norvégien de metal extrême chrétien, originaire de Fredrikstad. En 2011, le groupe compte quatre albums, Spiritual Battle (2000), Welterwerk (2006), Stratum (2013), et Monolith (2018), un EP Anamorphosis (2003) et un single Lucid Stratum (2011). Le premier album est enregistré sous le label britannique Plankton Records, et Drottnar est actuellement signé chez Endtime Productions, label suédois qui assure la production de groupes tels qu'Antestor, Dalit ou encore Crimson Moonlight,.

## Historique

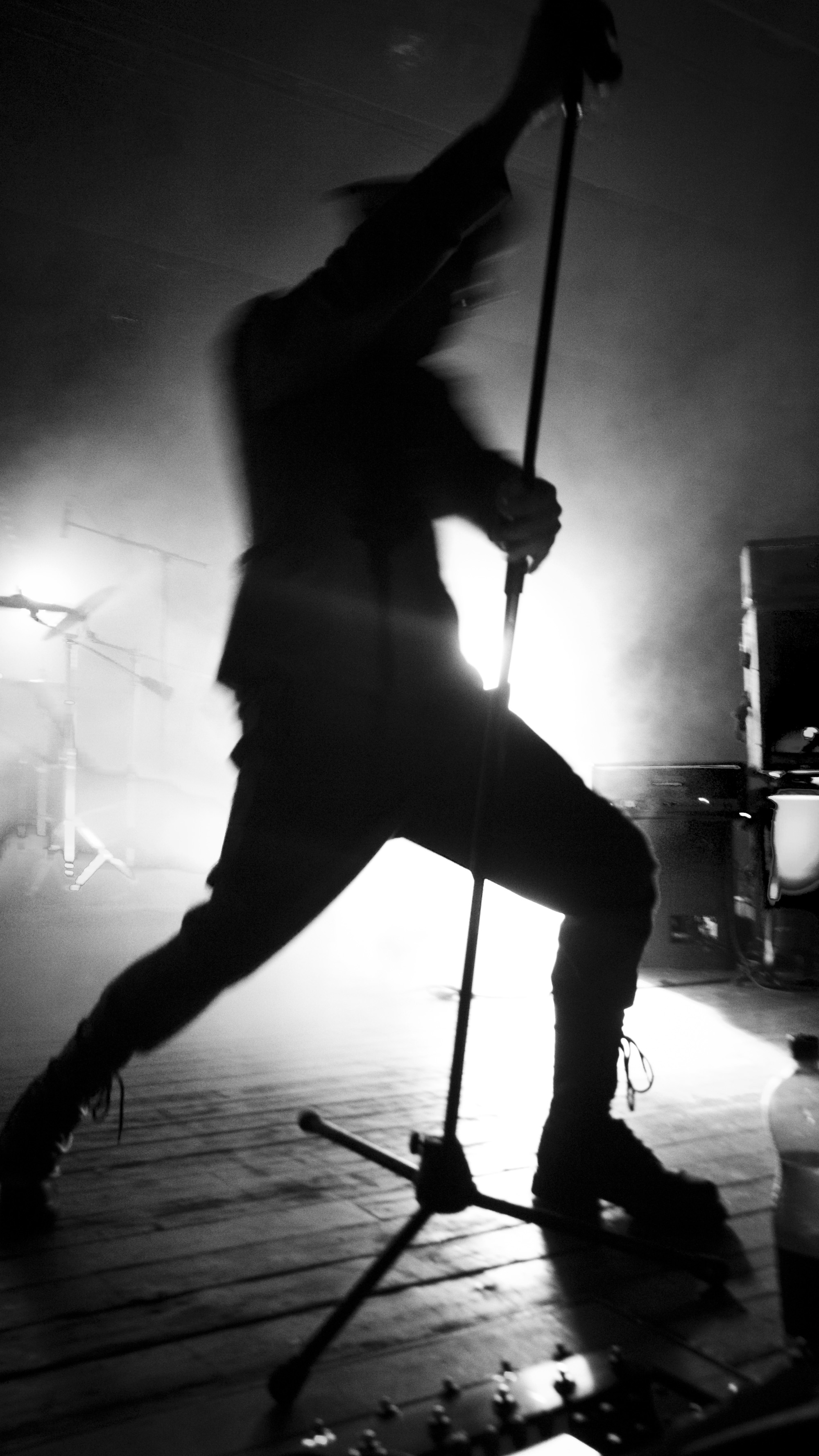
Sven-Erik Lind, portant un uniforme de militaire.

Le groupe est formé en 1996 initialement sous le nom de Vitality. À l'origine, le groupe utilisait une imagerie issue de la culture viking, mais il est actuellement connu pour ses uniformes d'officiers de l'armée Russe et son imagerie industrielle. Le groupe change par la suite de nom en 1998 pour Drottnar. Le nom Drottnar est le pluriel de drottin, mot islandais signifiant « seigneur », « maître » ou « roi »,.
En 2000, le groupe regroupe ses démos dans un album intitulé Spiritual Battle. Il est publié au label britannique Plankton Records. Les démos sont remasterisés pour l'album, et Spiritual Battle est bien accueilli au magazine Cross Rhythms. Un an plus tard, Drottnar entre au studio des Black Woods Productions et enregistre une chanson intitulée Trellebaand Maa Briste pour l'album In the Shadow of Death publié au label suédois Endtime Productions. Le groupe change un peu son image et utilise des masques à gaz sur scène. En 2003, Drottnar enregistre un EP intitulé Anamorphosis au label norvégien Momentum Scandinavia. L'EP est limité à 850 exemplaires, et comprend une intro et trois chansons avec violons.
En 2005, le groupe signe au label Endtime Productions, et entre aux Subsonic Studios pour enregistrer de nouvelles chansons. D'autres instruments comme la trompette sont enregistrés à Ostrava, en République tchèque par Jan-Espen S. Schildmann. En avril 2006, le groupe publie un album intitulé Welterwerk. Un single vinyle 7" intitulé Ad Hoc Revolt est aussi publié à des fins promotionnelles. À la sortie de l'album, le groupe se moque ouvertement des régimes nazis et communistes.
Drottnar joue avec des groupes comme Grimfist et Extol. Le groupe effectue une brève tournée en 2008, au Cornerstone Festival.
Le 1er février 2009, le groupe annonce un nouvel album. Le lendemain, Drottnar annonce le départ du guitariste Bengt Olsson, qui reviendra, le 12 août la même année, au sein du groupe. Les enregistrements continuent pendant quelques années. Un single de l'album, Lucid Stratum, est publié le 8 novembre 2011. Le 13 octobre 2012, le groupe publie son nouvel album, Stratum, en format numérique, accompagné d'un clip de la chanson We March.

## Style musical

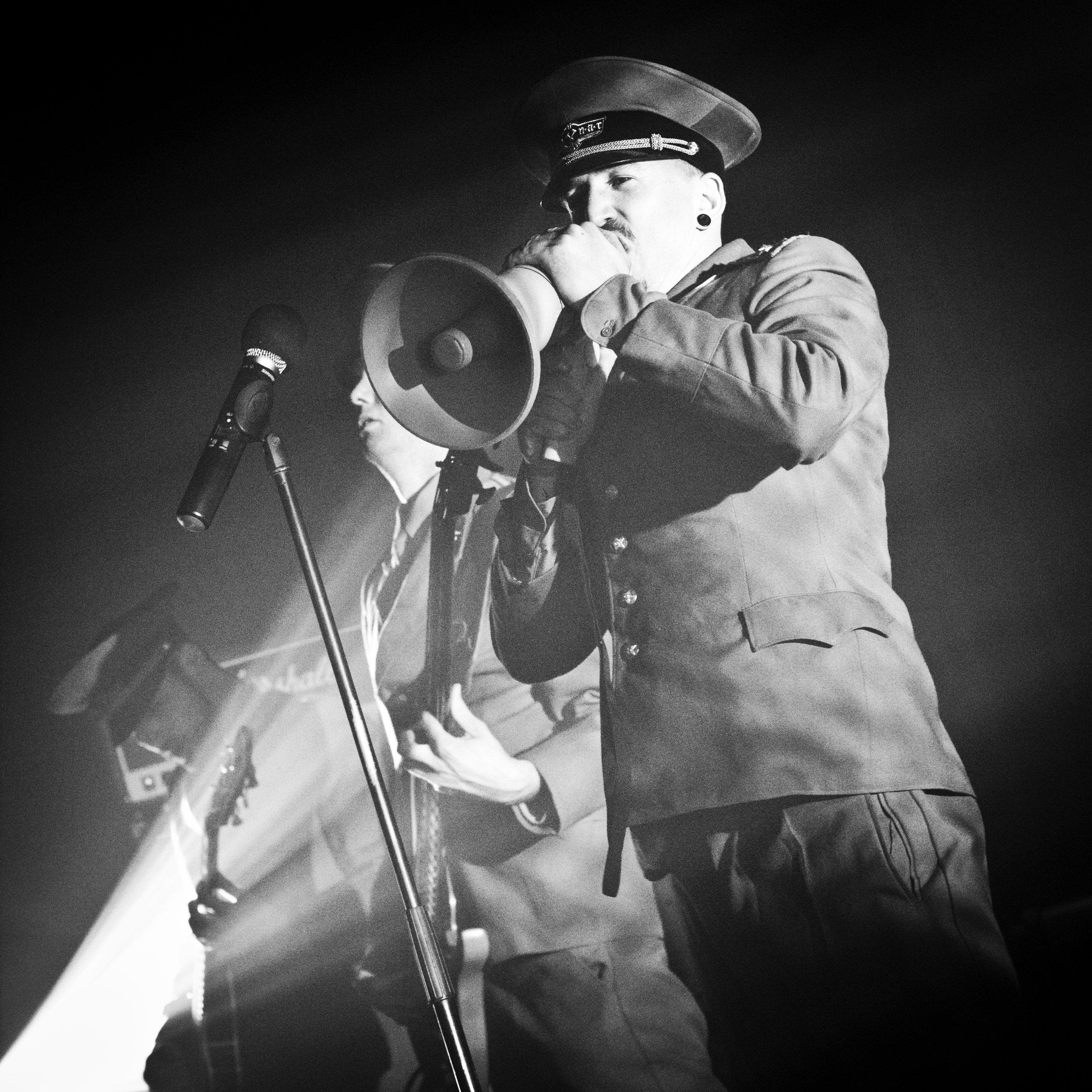
Le groupe fait usage de mégaphones sur scène.

Le style musical général de Drottnar est décrit de unblack metal,, death-doom et de viking metal,. Sur Spiritual Battle, le groupe est comparé à Groms, Extol, et Antestor.
À ses débuts, les paroles du groupe étaient centrées sur le thème du christianisme accompagné d'éléments sonores extrêmes ; the les paroles de l'album Spiritual Battle s'inspirent du Livre de la Révélation. Les membres expliquent que « la scène black metal norvégienne n'influe pas sur nos paroles, mais elles sont écrites d'une manière sombre, ce qui rend bien sur notre musique. »
En date, Drottnar fait usage d'habits militaires sur scène pour « se moquer des régimes nazis et communistes. » Le chanteur Sven-Erik Lind fait souvent usage d'effets sonores comme le mégaphone pour créer une atmosphère militarisée. Les titres et les paroles de leurs chansons traitent de thèmes et métaphores de l'époque soviétique

## Membres

### Membres actuels
- Karl Fredrik Lind - guitare (1996 - aujourd'hui)
- Glenn-David Lind - batterie (1996 - aujourd'hui)
- Håvar Wormdahl - basse (2003 - aujourd'hui)

### Ancien membre
- Bengt Olsson - guitare (1996-2013)
- Sven-Erik Lind - chant (1996-2013)
- Bjarne Pecer Lind - basse (1996-2003)